# Chen Xiaojia (Badminton)
Chen Xiaojia (chinesisch 陈晓佳, Pinyin Chén Xiǎojiā, * 20. Oktober 1991 in Xiangtan, Hunan) ist eine chinesische Badmintonspielerin.

## Karriere
Chen Xiaojia gewann bei der Juniorenasienmeisterschaft 2009 den Titel im Dameneinzel. 2011 stand sie im Finale der Russia Open, unterlag dort aber gegen ihre Teamkollegin Lu Lan. Bei den China Masters 2010 und den China Open Super Series 2010 wurde sie jeweils Neunte.

## Sportliche Erfolge
| Saison | Veranstaltung              | Disziplin   | Platz | Name         |
| ------ | -------------------------- | ----------- | ----- | ------------ |
| 2009   | Juniorenasienmeisterschaft | Dameneinzel | 1     | Chen Xiaojia |
| 2010   | China Masters              | Dameneinzel | 9     | Chen Xiaojia |
| 2010   | China Open                 | Dameneinzel | 9     | Chen Xiaojia |
| 2011   | Russia Open                | Dameneinzel | 2     | Chen Xiaojia |